# Koga Masahiro
Koga Masahiro (sinh ngày 8 tháng 9 năm 1978) là một cầu thủ bóng đá người Nhật Bản.

## Giải vô địch bóng đá U-20 thế giới
Koga Masahiro được triệu tập vào đội tuyển U-20 Nhật Bản tham dự Giải vô địch bóng đá U-20 thế giới 1997.